# Тетельбаум, Семён Исаакович
Семён Иса́акович Тетельба́ум (7 июля 1910, Киев — 24 ноября 1958, Киев) — учёный в области радиотехники и электротехники, член-корреспондент АН УССР, профессор, заведующий кафедрой, декан радиотехнического факультета Киевского политехнического института.

## Биография
В 1932 году Семён Исаакович придумал и построил телевизионную установку, использованную для первых на Украине экспериментов по телевидению. В 1939 году защитил докторскую диссертацию (тема «Новые методы уплотнения радиовещательного диапазона и способы модуляции с повышенной эффективностью»). Через год, в 1940 году стал руководителем кафедры «Приемная и передающая аппаратура».
С 1945 г. и до конца жизни С. И. Тетельбаум руководил лабораторией токов высокой частоты в Институте электротехники (ныне — Институт электродинамики) АН УССР, созданной при его активном участии.
В 1948 году избирается член-корреспондентом АН УССР.
С 1958 г. был назначен ответственным редактором журнала «Известия высших учебных заведений Министерства высшего и среднего специального образования СССР. Радиотехника» (Известия вузов МВиССО СССР. Радиотехника).
В КПИ читал курсы лекций, среди них: «Радиопередающие приборы», «Телевидение», «Основы радиолокации» и др.
Скончался 24 ноября 1958 года. Похоронен на Байковом кладбище.

## Публикации
- Тетельбаум С. И. О беспроводной передаче электроэнергии на большие расстояния с помощью радиоволн // Электричество. — 1945. — № 5. — С. 43—46.
- Тетельбаум С. И. К вопросу о круговороте материи в бесконечной вселенной // Известия Киевского ордена Ленина политехнического института. — 1954. — Т. 16. — С. 100—110.
- Тетельбаум С. I. До питания про iнтенсивність та спектральний склад метагалактичного випромінювання // Dopovidi Akademiï nauk Ukraïnskoï RSR. — 1955. — № 1. — С. 57—62.